# Schönau (Gräpel)
Koordinaten: 53° 35′ 4,3″ N, 9° 10′ 0,8″ O
Schönau ist ein Wohnplatz von Gräpel in der niedersächsischen Gemeinde Estorf (Landkreis Stade).

## Geographie und Verkehrsanbindung
Schönau liegt am Rande eines Geestsporns an der Oste zwischen Brobergen im Nordosten und Gräpel im Süden. Südöstlich grenzt Estorf an Schönau und im Westen am anderen Ufer der Oste Ostendorf. 
Durch den Ort verläuft eine Nebenstraße der Kreisstraße 82, die im Nordosten über Brobergen, Kranenburg und Blumenthal nach Burweg zur Bundesstraße 73 führt. Im Südwesten führt die Kreisstraße 82 über Gräpel zur Landesstraße 114. 

## Geschichte

### Verwaltungsgeschichte
Schönau gehörte seit Gründung zur Gemeinde Gräpel.
Vor 1885 gehörte Schönau zur Börde Oldendorf im Amt Himmelpforten, nach 1885 zum Kreis Stade und seit 1932 zum jetzigen Landkreis Stade.
Zum 1. Juli 1972 wurden im Zuge der Gebietsreform die Gemeinden Estorf, Gräpel (mit Schönau) und Behrste zur neuen Gemeinde Estorf zusammengelegt.

### Einwohnerentwicklung
| Jahr             | Einwohner          |
| ---------------- | ------------------ |
| 1824             | 1 Feuerstelle      |
| 1848             | 11 Leute. 1 Haus   |
| 1. Dezember 1871 | 11 Leute. 2 Häuser |

### Religion
Estorf ist evangelisch-lutherisch geprägt und gehört zum Kirchspiel der Martinskirche in Oldendorf.
Für die (wenigen) Katholiken ist die St.-Michaelskirche in Bremervörde zuständig, die seit dem 1. September 2010 zur Kirchengemeinde Heilig Geist in Stade gehört.